# Gonzalez Germen
Gonzalez German Germen (La Romana, 23 settembre 1987) è un giocatore di baseball dominicano di ruolo lanciatore di rilievo, free agent dal 6 ottobre 2016.

## Carriera

### Minor League
Germen firmò come free agent amatoriale il 10 ottobre 2007 con i New York Mets. Nel 2008 con i DSL Mets rookie, chiuse con 5 vittorie e 2 sconfitte, 1.34 di media PGL (ERA) e .159 alla battuta contro di lui in 15 partite di cui 14 da partente (74.0 inning). Nel 2009 giocò con due squadre finendo con 5 vittorie e una sconfitta, 2.29 di ERA e .197 alla battuta contro di lui in 10 partite di cui 9 da partente (51.0 inning).
Nel 2010 giocò con due squadre finendo con 3 vittorie e 5 sconfitte, 3.53 di ERA e .264 alla battuta contro di lui in 12 partite tutte da partente con un incontro giocato interamente. Nel 2011 con i Savannah Sand Gnats A chiuse con 7 vittorie e altrettante sconfitte, 3.93 di ERA e .271 alla battuta contro di lui in 26 partite di cui 21 da partente (119.0 inning).
Nel 2012 giocò con tre squadre finendo con 12 vittorie e altrettante sconfitte, 4.34 di ERA e .269 alla battuta contro di lui in 26 partite di cui 24 da partente (153.1 inning). Nel 2013 con i Las Vegas 51s AAA finendo con 3 vittorie e altrettante sconfitte, 5.52 di ERA, 4 salvezza su 6 opportunità e .270 alla battuta contro di lui in 35 partite (44.0 inning).

### Major League
Prese parte alla preseason 2013 con i Mets. Il 2 luglio venne promosso in prima squadra, ma dopo soli 3 giorni venne assegnato ai Las Vegas 51s nelle Minor League. Il 9 dello stesso mese venne nuovamente promosso. Debuttò nella MLB il 12 luglio contro i Pittsburgh Pirates, giocando 0,2 inning con una valida subita, un punto subito, 13.50 di ERA, 2 strikeout, 3 basi concesse di cui una intenzionalmente e .333 alla battuta  contro di lui. Terminò la sua prima stagione da professionista con una vittoria e 2 sconfitte, 3.93 di ERA, una salvezza su 3 opportunità e .241 alla battuta contro di lui in 29 partite (34.1 inning).
Giocò nel 2015 prima con i Chicago Cubs, e dal 7 luglio dello stesso anno con i Colorado Rockies, squadra con cui militò fino al 6 ottobre 2016.

### NPB, ALPB e Liga Mexicana
Germen giocò nella stagione 2017 con gli Orix Buffaloes della Nippon Professional Baseball.
Il 16 gennaio 2018, Germen firmò un contratto di minor league con i Chicago White Sox, ma venne svincolato il 24 marzo prima dell'inizio della stagione regolare.
Nel 2018, Germen militò con i Long Island Ducks della Atlantic League of Professional Baseball e nel 2019 giocò con gli Olmecas de Tabasco della Liga Mexicana de Béisbol, fino al 17 maggio 2019.

## Stili di lancio
Germen attualmente effettua 4 tipi di lanci:
- Prevalentemente una Fourseam fastball (94 miglia orarie di media), alternandola con una Change (84 mph di media), una Sinker (93 mph di media) e una Slider (85 mph di media).

## Premi
- Mid-Season All-Star della Dominican Summer League (2009)
- Lanciatore della settimana della Appalachian League (23/08/2010).

## Numeri di maglia indossati
- 71 con i New York Mets (2013-).